# Ordoño II
Ordoño II van León en I van Galicië (ca. 873 - León, 924) was koning van León (914 - 924) en van Galicië (910 - 924).

## Biografie
Ordoño was de zoon van Alfons III die hem liet opvoeden door de Banu Qasi van Zaragoza.
Bij de dood van zijn vader in 910 verkreeg Ordono de heerschappij over Galicië en in 914, bij de dood van zijn broer García I in Zamora, werd Ordoño tevens koning van León.
Hij vocht op meerdere fronten om zijn rijk uit te breiden en bereikte in het westen de steden Évora en Mérida. De moorse leiders aldaar zagen zich gedwongen om de macht over die gebieden terug te kopen.
In het oosten sloot Ordoño zich aan bij koning Sancho Garcés van Navarra en vocht tegen de emir van Córdoba, Abderramán III. De moslims werden in 917 verslagen bij San Esteban de Gormaz (917) wat ertoe leidde dat de steden Arnedo en Calahorra een jaar later in handen vielen van de Banu Qasi. De reactie van Abderramán III liet niet lang op zich wachten en in 920 trok hij op naar Osma en San Esteban de Gormaz en heroverde de steden. Hij viel het Koninkrijk Navarra binnen en versloeg de christenen in de slag bij Valdejunquera in 920, waar hij de bisschoppen van Tuy en Salamanca gevangennam.
Ordoño huwde een eerste keer in 892 met Elvira Menéndez en samen kregen ze vijf kinderen,
- Sancho (ca. 895-929)
- Alfons (ca. 899-933)
- Ramiro (900-951)
- García
- Jimena

In 922 trouwde hij met Aragonta Gutiérez, en in 923 huwde hij Sancha van Navarra, dochter van Sancho Garcés I van Navarra; deze huwelijken bleven kinderloos.
Zijn broer Fruela volgde hem op als koning van León en Galicië.

## Voorouders
| Voorouders van Ordoño II van León (873-924) | Voorouders van Ordoño II van León (873-924)                     | Voorouders van Ordoño II van León (873-924)                     | Voorouders van Ordoño II van León (873-924)                     | Voorouders van Ordoño II van León (873-924)                     | Voorouders van Ordoño II van León (873-924)                     | Voorouders van Ordoño II van León (873-924)                     | Voorouders van Ordoño II van León (873-924)                     | Voorouders van Ordoño II van León (873-924)                     |                                            |
| ------------------------------------------- | --------------------------------------------------------------- | --------------------------------------------------------------- | --------------------------------------------------------------- | --------------------------------------------------------------- | --------------------------------------------------------------- | --------------------------------------------------------------- | --------------------------------------------------------------- | --------------------------------------------------------------- | ------------------------------------------ |
| Overgrootouders                             | Ramiro I van Asturië (790-850) ∞ Urraca (-)                     | Ramiro I van Asturië (790-850) ∞ Urraca (-)                     | ? (-) ∞ ? (-)                                                   | ? (-) ∞ ? (-)                                                   | Ínigo Íñiguez Arista (781-852) ∞ Oneca Velázguez (-)            | Ínigo Íñiguez Arista (781-852) ∞ Oneca Velázguez (-)            | ? (-) ∞ ? (-)                                                   | ? (-) ∞ ? (-)                                                   |                                            |
| Grootouders                                 | Ordoño I van Asturië (830-866) ∞ Munia (-)                      | Ordoño I van Asturië (830-866) ∞ Munia (-)                      | Ordoño I van Asturië (830-866) ∞ Munia (-)                      | Ordoño I van Asturië (830-866) ∞ Munia (-)                      | García Íñiguez (-870) ∞ Urraca Giménez (-)                      | García Íñiguez (-870) ∞ Urraca Giménez (-)                      | García Íñiguez (-870) ∞ Urraca Giménez (-)                      | García Íñiguez (-870) ∞ Urraca Giménez (-)                      | García Íñiguez (-870) ∞ Urraca Giménez (-) |
| Ouders                                      | Alfons III van Asturië (848-910) ∞ Jimena van Navarra (849-912) | Alfons III van Asturië (848-910) ∞ Jimena van Navarra (849-912) | Alfons III van Asturië (848-910) ∞ Jimena van Navarra (849-912) | Alfons III van Asturië (848-910) ∞ Jimena van Navarra (849-912) | Alfons III van Asturië (848-910) ∞ Jimena van Navarra (849-912) | Alfons III van Asturië (848-910) ∞ Jimena van Navarra (849-912) | Alfons III van Asturië (848-910) ∞ Jimena van Navarra (849-912) | Alfons III van Asturië (848-910) ∞ Jimena van Navarra (849-912) |                                            |